# Lebernyeges sisakosmadár
A lebernyeges sisakosmadár (Cephalopterus penduliger) a madarak (Aves) osztályának a verébalakúak (Passeriformes) rendjéhez, ezen belül a kotingafélék (Cotingidae) családjához tartozó faj.

## Rendszerezése
A fajt Philip Lutley Sclater angol ornitológus írta le 1859-ben.

## Előfordulása
Az Andok nyugati lejtőin, Kolumbia délnyugati és Ecuador nyugati részén honos. A természetes élőhelye a szubtrópusi vagy trópusi síkvidéki és hegyi esőerdők, valamint megművelt területek. Állandó, nem vonuló faj.

## Megjelenése
A hím testhossza 41 centiméter, a tojóé 36 centiméter. Tollazata fekete, sisakja és lelógó bajuszszerű tollai vannak, a tojóé és a fiataloké kisebb, vagy egyáltalában nincs.

## Életmódja
Gyümölcsökkel, esetenként rovarokkal táplálkozik.